# Bolğar
Bolğar (o Bolgary, in lingua tatara Болгар, traslitterato in Bolğar; in lingua ciuvascia: Пӑлхар) è stata l'antica capitale della Bulgaria del Volga attorno all'VIII secolo.

## Geografia
Bolğar era posta sulla riva del Volga, circa 30 km a valle dalla confluenza dell'affluente Kama e 130 km dalla moderna Kazan'. I resti di Bolğar sono situati nei pressi della moderna cittadina di Bolgar.

## Storia
Si suppone che Bolğar sia diventata capitale della Bulgaria del Volga nei primi anni dell'VIII secolo. Attorno al X secolo Bolğar fu islamizzata dai mercanti arabi. Le ripetute incursioni dei Rus' lungo il Volga costrinsero i Bulgari a trasferire la loro capitale a Bilär. Dopo la distruzione di Bilär, avvenuta durante l'invasione dei Mongoli, Bolğar divenne il capoluogo di una provincia autonoma entro l'Orda d'Oro. Durante la dominazione mongola, Bolğar acquistò enormi ricchezze: vennero edificati numerosi e imponenti edifici e le sue dimensioni crebbero di circa dieci volte. La sua ricchezza divenne proverbiale presso i viaggiatori arabi; alcune delle mercanzie scambiate con questi ultimi, soprattutto denti di tricheco e ambra, suggeriscono che i mercanti di Bolğar si inoltrassero in località lontane, quali la Cina e le estreme regioni nordiche.
La lotta fra Toktamish e Tamerlano (1380-1390) comportò un rapido declino delle sue fortune. Bolğar fu saccheggiata da Bulaq-Temir nel 1361, devastata da Tamerlano, saccheggiata dai pirati di Novgorod (o Uškuiniki) , e infine distrutta da Basilio II di Russia nel 1431. Come centro religioso musulmano Bolğar persistette fino alla metà del XVI secolo, epoca in cui il Khanato di Kazan' fu conquistato da Ivan il Terribile e incorporato nello stato russo.
Durante il regime zarista il luogo dove sorgeva la città antica fu abitato da contadini russi. Pietro il Grande emise un ukaz speciale per proteggerne le rovine, probabilmente la prima legge russa volta alla conservazione del patrimonio storico.
Durante il periodo sovietico, Bolğar fu un centro islamico locale conosciuto come Piccolo Hajj: i musulmani del Tatarstan e di altre parti dell'Unione Sovietica che non potevano partecipare allo "Hajj", il pellegrinaggio islamico canonico alla Mecca, andavano in pellegrinaggio a Bolğar.

## Importanza
Sebbene la capitale del Tatarstan sia attualmente Kazan', molti Tatari considerano Bolğar la loro vera capitale. I Tatari si riferiscono alla capitale medievale della Bulgaria del Volga come "Şähri Bolğar" (in lingua tatara: Шәһри Болгар, ossia, "la città di Bolğar"). La città di Bolğar infatti è parte della loro genealogia culturale, perché la Bulgaria del Volga è giudicata da numerosi Tatari come lo stato antenato del Khanato di Kazan', antenato a sua volta dell'odierna repubblica del Tatarstan.

## Galleria d'immagini

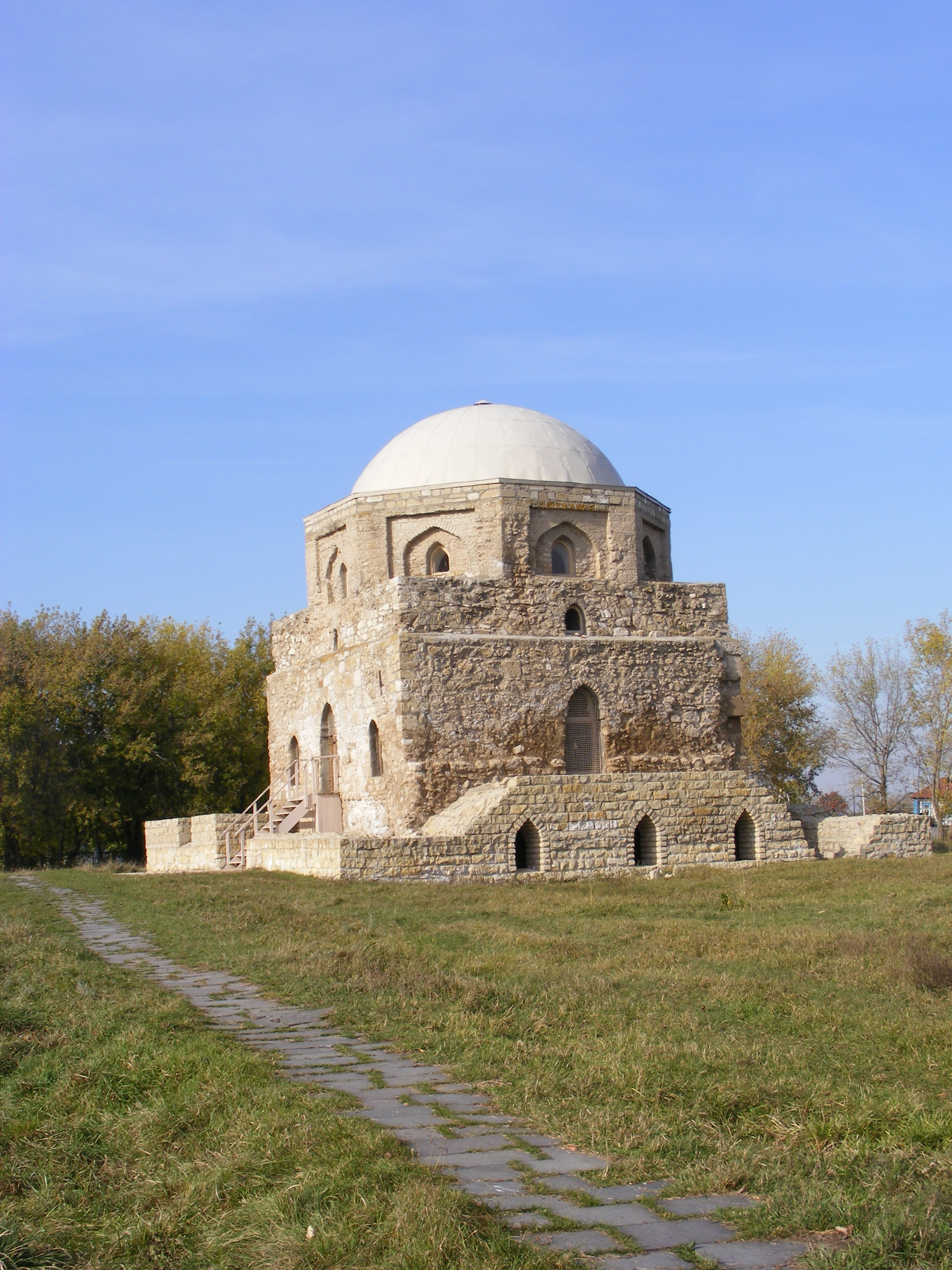
Camera nera
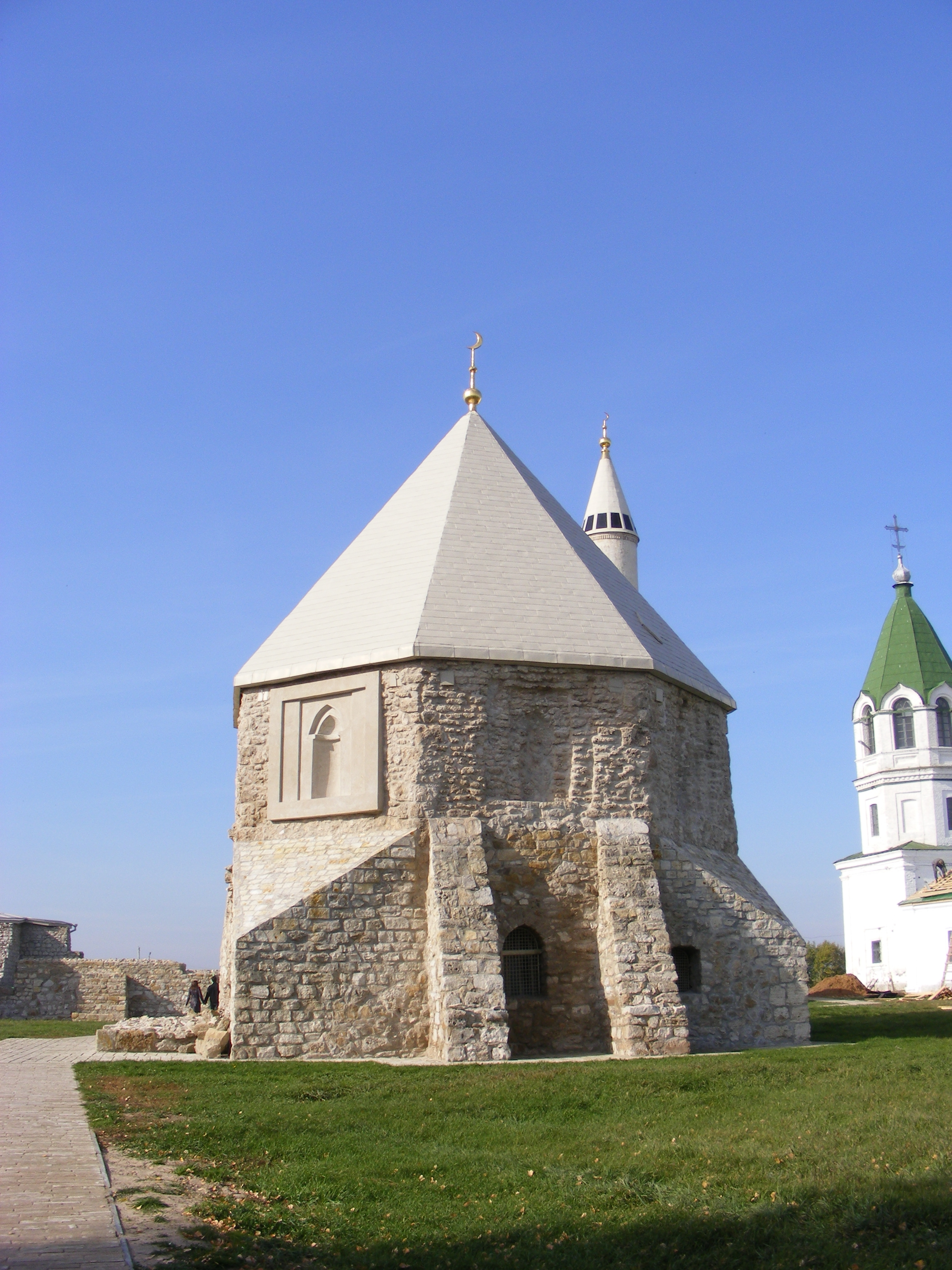
Mausoleo orientale
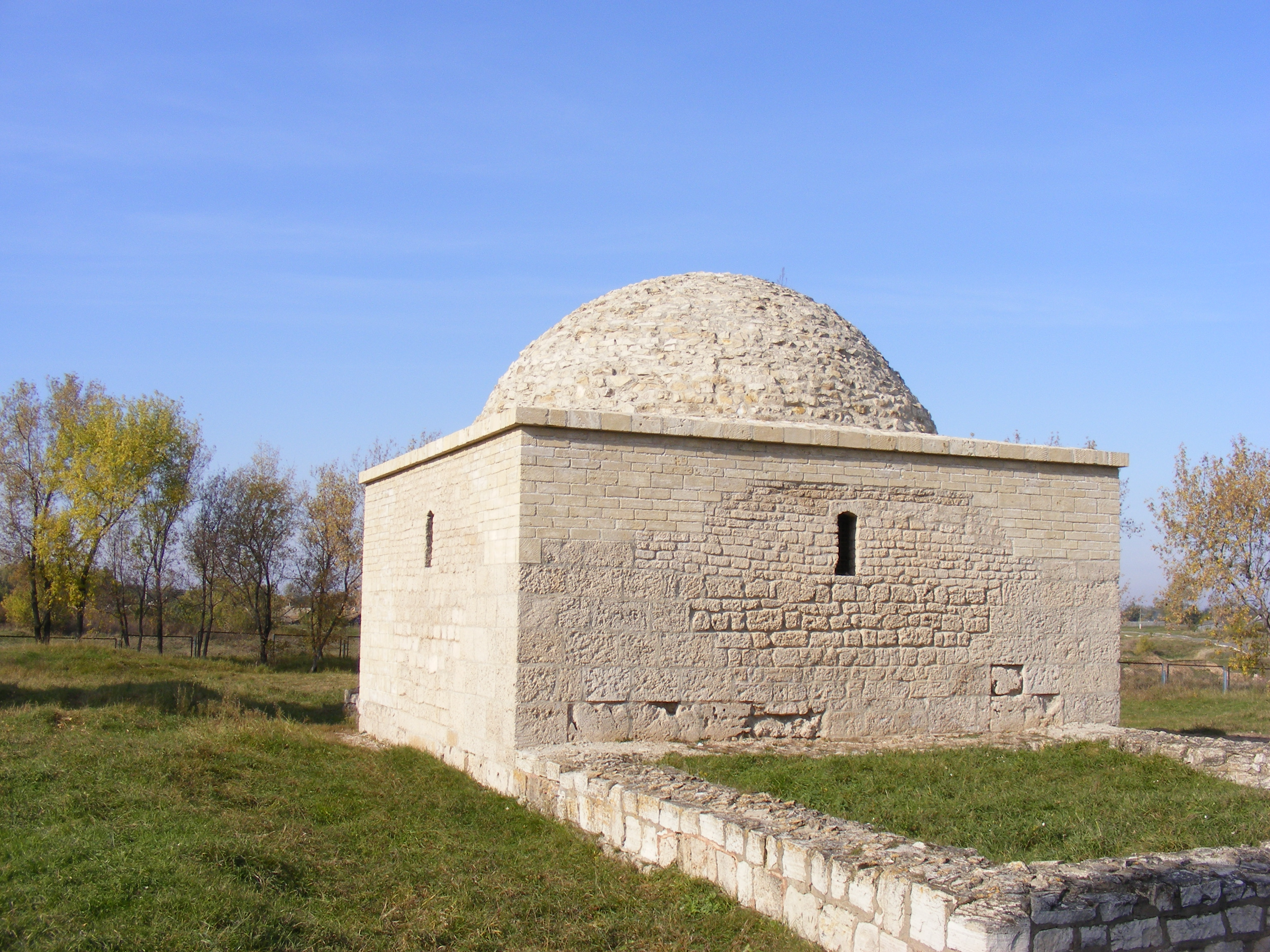
Mausoleo dei Khan
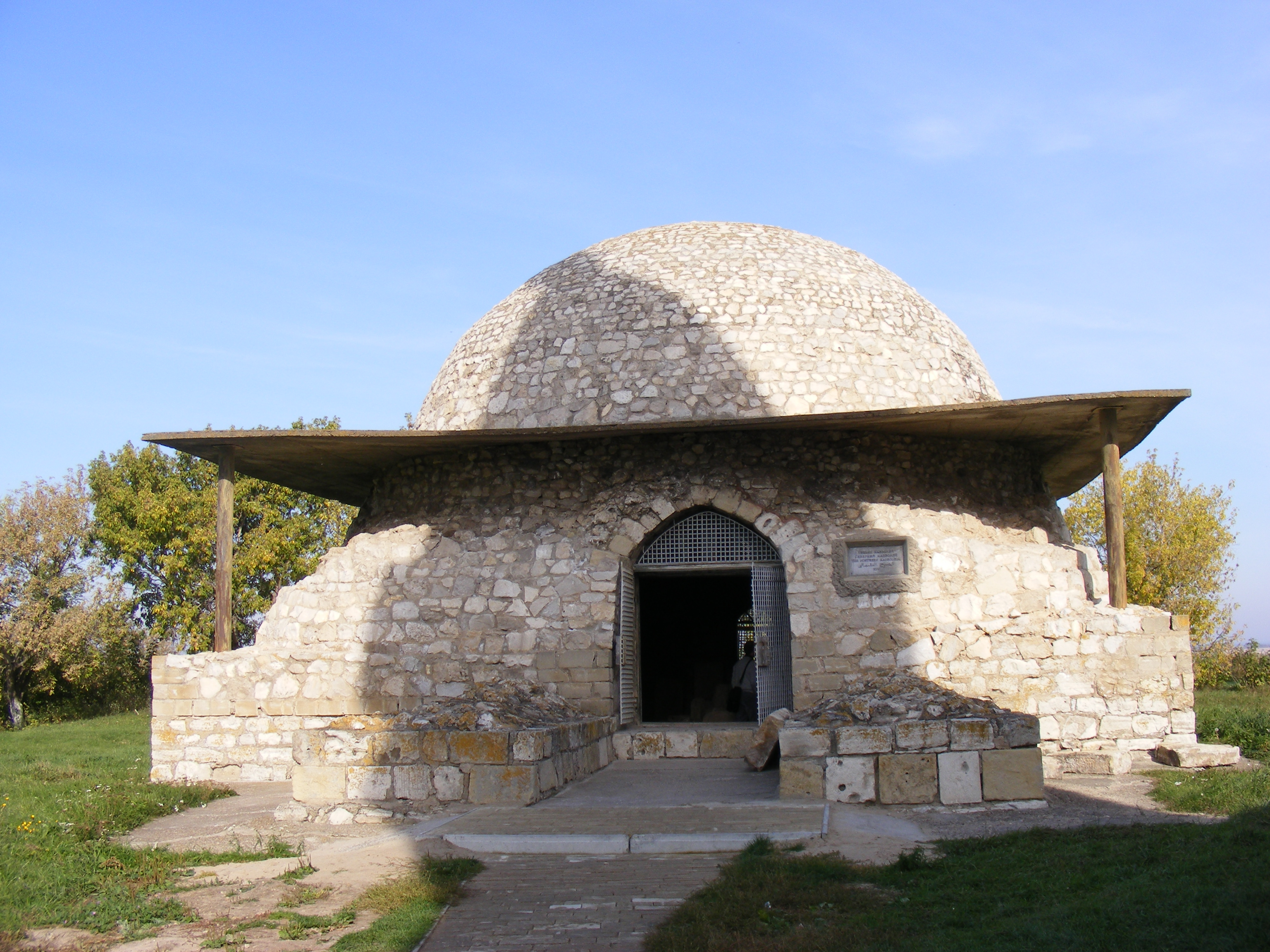
Mausoleo settentrionale